# Black Label Society
Black Label Society ist eine US-amerikanische Heavy-Metal-Band, für die maßgeblich Zakk Wylde, der ehemalige Gitarrist von Ozzy Osbourne, verantwortlich ist.

## Bandgeschichte

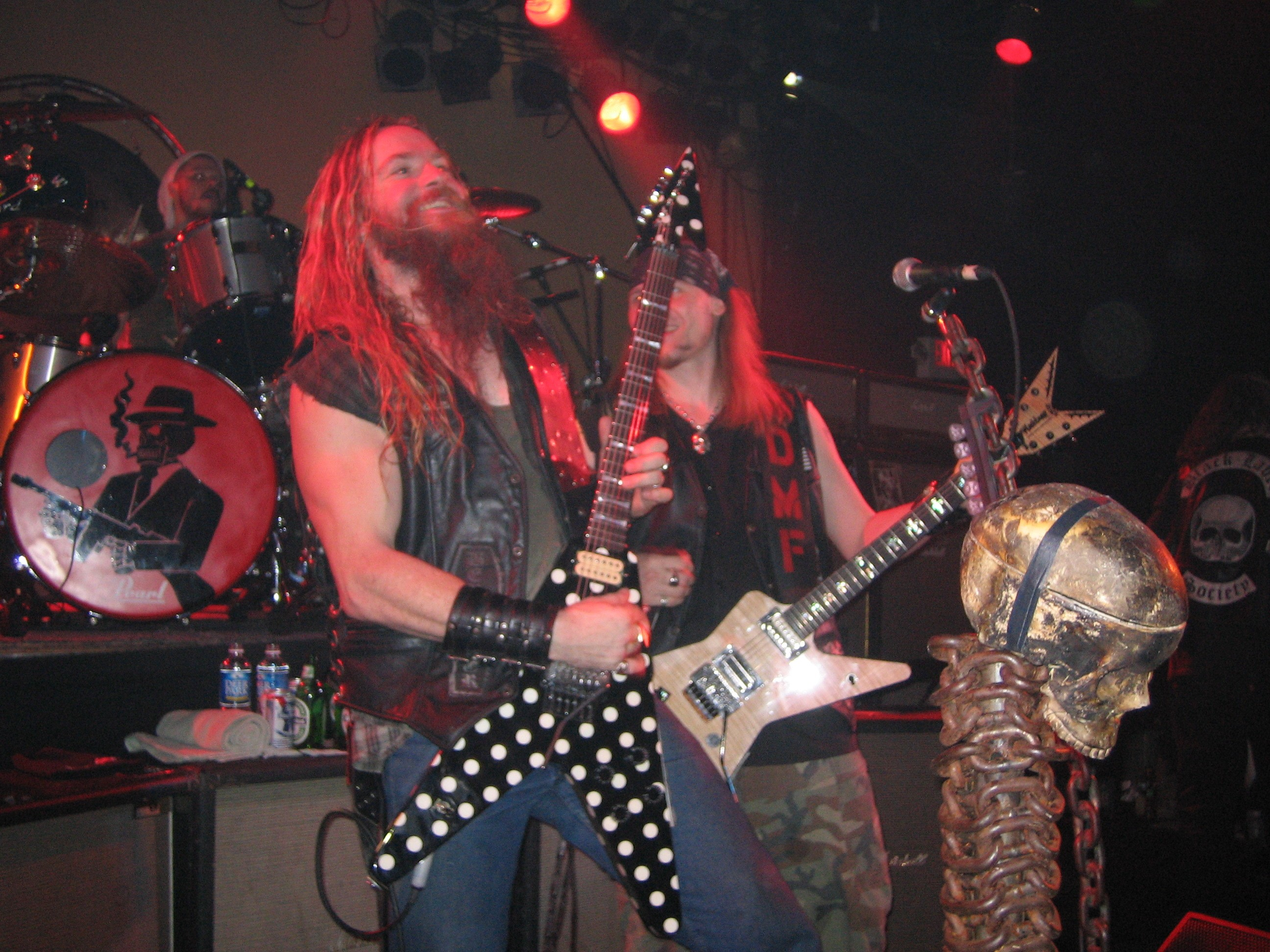
Black Label Society live
(Zakk Wylde, Nick Catanese, Craig Nunenmacher)

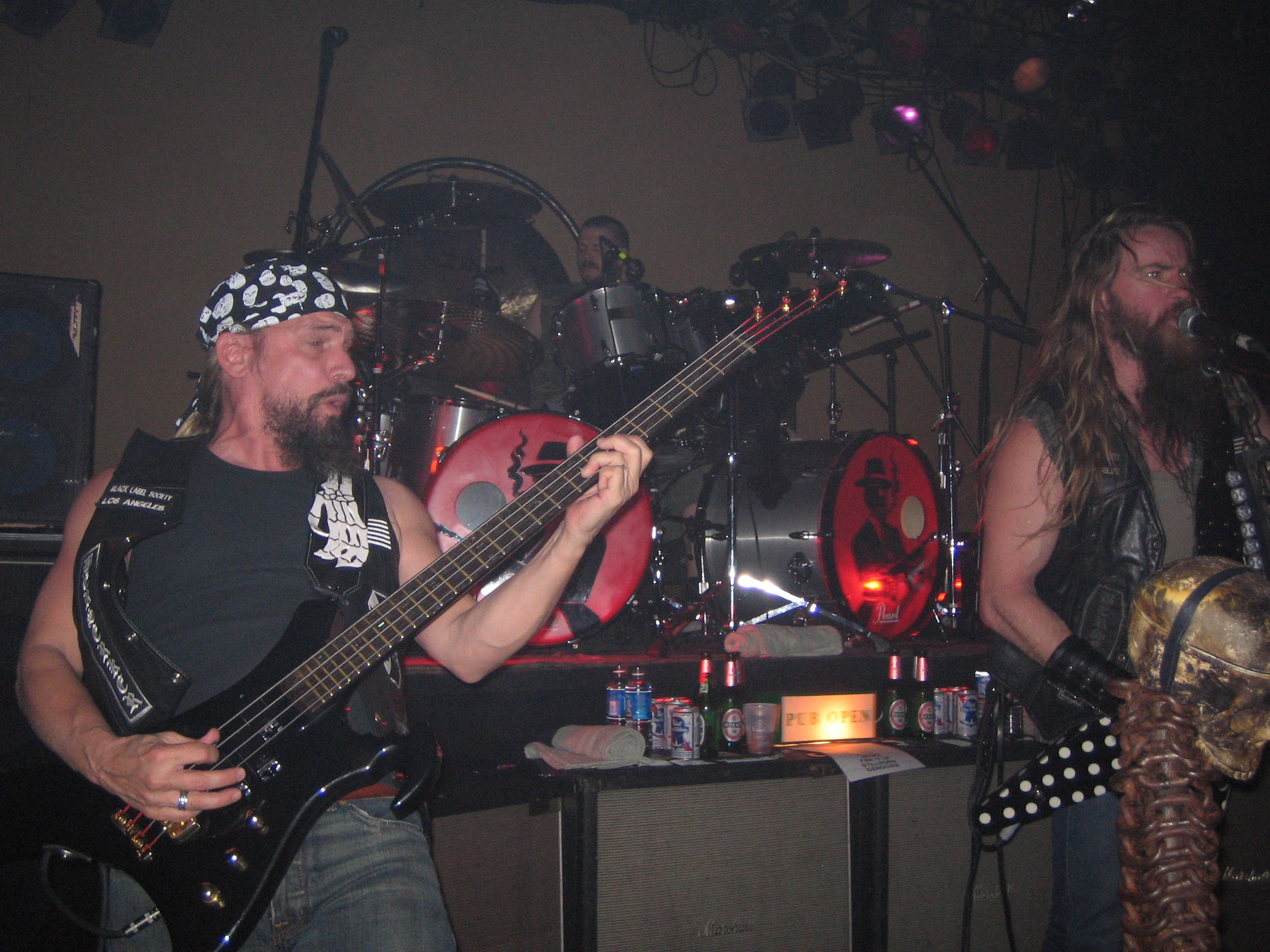
Black Label Society live
(James LoMenzo, Zakk Wylde, Craig Nunenmacher)

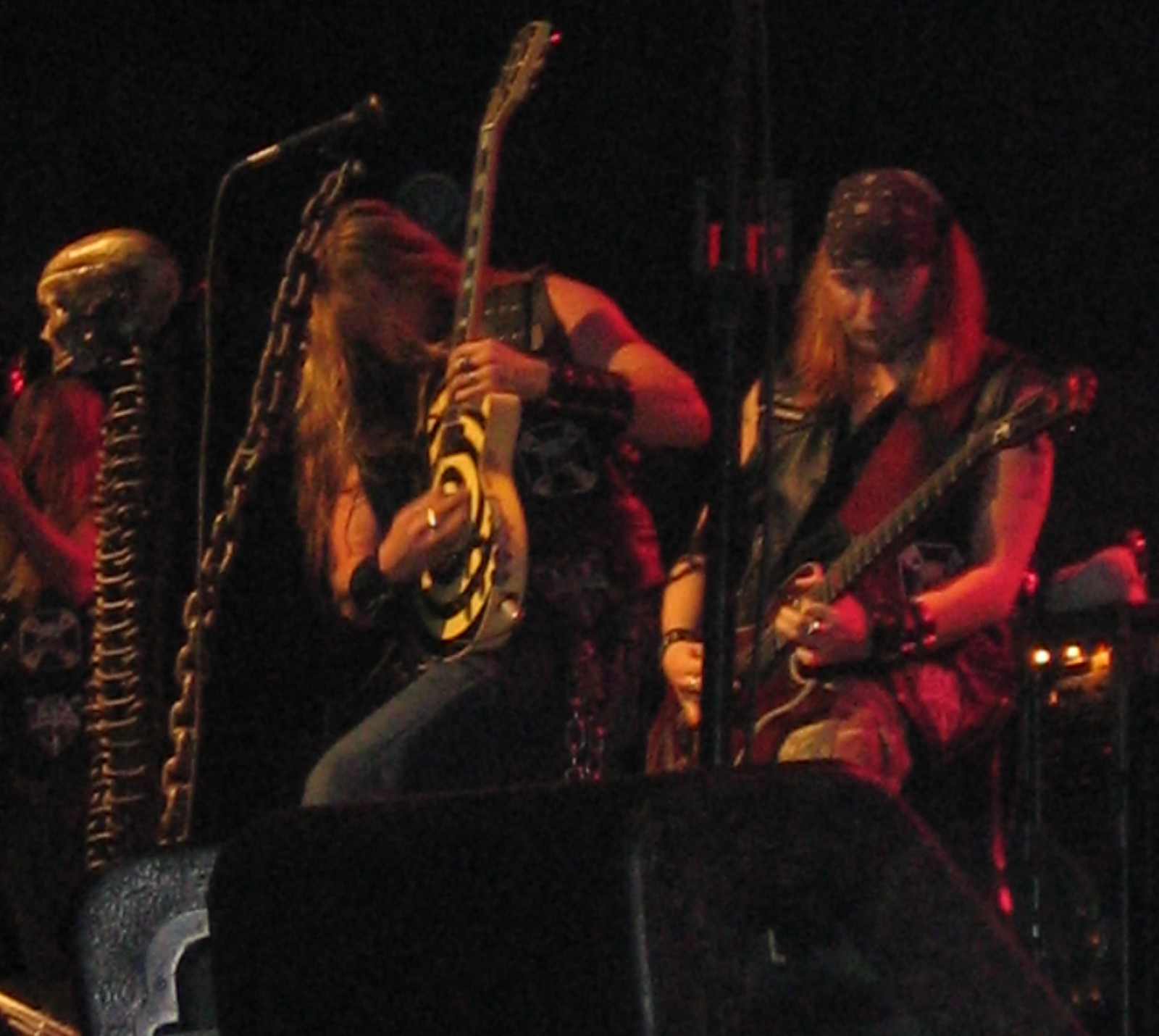
Black Label Society live
(Zakk Wylde, Nick Catanese)

Nachdem Osbourne zusammen mit Wylde 1995 das Album Ozzmosis produziert hatte, beschloss Osbourne Ende der 1990er, eine voraussichtlich längere Pause einzulegen. Dies gab Zakk Wylde die Gelegenheit, sich seinen musikalischen Nebenprojekten  Pride and Glory und Zakk Wylde's Book of Shadows zu widmen. 1998 gründete er die Formation „Hell’s Kitchen“ und begann mit dem Schlagzeuger Phil Ondich und den Produzenten Ron und Howard Albert mit der Produktion eines Albums namens Sonic Brew. Die musikalische Grundlage hierfür entstammte vorrangig einer Session, die er zuvor mit Guns N’ Roses aufgenommen hatte. Nachdem für das Album das Artwork und die Songs fertig produziert waren, stellte sich heraus, dass der Projektname „Hell’s Kitchen“ juristisch nicht gesichert werden konnte. Wylde und Ondich änderten ihn daraufhin in ""Black Label Society"". Der Name stammt aus der Vorliebe der beiden für Whisky. Nick Catanese stieß als zweiter Gitarrist zur Band.
Ein Jahr nach der Veröffentlichung des Albums in Japan (1998) wurde es auch für den amerikanischen und europäischen Markt in einer Remix-Version neu aufgelegt. Es wurde eine weltweite Tournee geplant, für die als Bassist John DeServio engagiert wurde. Als vierköpfige Band trat man daraufhin in Japan, Europa und Nordamerika auf. Die amerikanische Tour musste verschoben werden, da das Unternehmen Johnnie Walker die Band verklagte. Die Firma behauptete, dass auf dem Cover des Debütalbums eine Flasche Whiskey ihrer Marke ohne ihre Zustimmung abgebildet worden sei. Black Label Society entschied sich, das Album vom Markt zu nehmen und mit neuem Artwork wieder zu veröffentlichen. Als Bonustrack wurde No More Tears 2000 zusammen mit Mike Inez eingespielt.
2000 nahmen Wylde und Ondich das Album Stronger Than Death auf. John DeServio übernahm nicht mehr den Bass, für die Tour wurde Steve Gibb (der Sohn von Barry Gibb) engagiert. Im Vorprogramm spielten Crowbar und Sixty Watt Shaman. Die Tour war allerdings mit einigen Problemen verbunden: so kollabierte Schlagzeuger Ondich, ausgelöst durch einen Jetlag, bei einer Show in Anaheim, Kalifornien, die den Auftakt zu ihrer US-Tour bilden sollte. Während der Tour kam Wylde auch eine seiner Gibson-Les-Paul-Gitarren abhanden, die 2004 in einem Pfandhaus wieder auftauchte.
Am 6. Juli 2000 kam es während des Auftrittes der Band in Highland (Indiana) nach drei Liedern zu einem Streit zwischen dem immer noch nicht genesenen Ondich und Wylde. Danach verließ Ondich die Band. Craig Nunenmacher von Crowbar übernahm das Schlagzeug für den Rest der Tour und blieb der Band dann auch zukünftig erhalten. Ab dem 27. September 2000 mussten alle Shows abgesagt werden, da die Plattenfirma in finanzielle Schwierigkeiten gekommen und nicht mehr zahlungsfähig war.
Im Jahr 2001 erschienen mit Alcohol Fueled Brewtality Live +5 sowohl das erste Livealbum der Formation, als auch deren zweites Studioalbum 1919 Eternal, welches in  Zusammenarbeit von Wylde und Nunenmacher produziert wurde. Darauf ist Christian Werr als Gastschlagzeuger zu hören. 2001 und 2002 spielte Black Label Society auf der Ozzfest-Tour, wobei 2002 Robert Trujillo die Bassparts spielte.
2003 wurde das Album The Blessed Hellride veröffentlicht, auf dem Ozzy Osbourne als Gastsänger zu hören ist. Für die erste Single wurde ein Video unter der Regie von Rob Zombie produziert. Die folgende Tour wurde wieder mit Mike Inez absolviert.
Das 2004er-Album Hangover Music Vol. VI erreichte die US-Billboard-Charts auf Platz #40, nachdem das Vorgängeralbum bereits in der Top 50 gelistet wurde. Mit James LoMenzo wurde ein fester Bassist gefunden, der die Band bei den Liveshows unterstützte.
Mafia erschien 2004 und kam in die Top 20 der amerikanischen Charts. 2005 wurde ein Best-of-Album auf den Markt gebracht. Nach zweijähriger Wartezeit erschien 2006 Shot to Hell.
Ein weiteres Greatest Hits-Album, Skullage, wurde 2009 veröffentlicht. Dieses enthielt neben 12 Tracks aus den Alben von Pride & Glory bis hin zu Shot To Hell außerdem 4 Live-Tracks aus einer Akustik-Session in Leigh Valley. Zu Skullage wurde zudem eine DVD-Veröffentlichung mit demselben Namen produziert. Sie enthält Videos der Band sowie Live-Konzertaufnahmen und ebenfalls die Akustik-Session Leigh Valley.
2010 veröffentlichte die Band die Single Parade of the Dead sowie in den USA eine weitere Single mit dem Titel Crazy Horse. Beide Songs stammen vom Album Order of the Black, welches am 10. August 2010 erschien.
2014 verließ Nick Catanese die Band und wurde durch Lizzy-Borden-Gitarrist Dario Lorina ersetzt. Das Album Catacombs of the Black Vatican erschien am 7. April 2014.

## Stil
Die Musik von Black Label Society ist von walzenden Gitarrenriffs kombiniert mit Pinch Harmonics, schnellgespielten Soli und ruhigen Klavierpassagen geprägt. Das Schlagzeug nimmt ebenso wie der Bass eine eher perkussive Rolle ein, da der Rhythmus oft einfach im 4/4-Takt gehalten ist. Die Gitarren sind in der Regel tiefer gestimmt, bis zu vier Halbtöne unter der normalen Gitarrenstimmung (von E nach C). Die Texte drehen sich oft um Seelenleid, Schmerz, Trauer oder das Leben.
Das Musikgenre lässt sich eher als Doom-Metal mit starken Einflüssen von Southern Rock bezeichnen. Es sind allerdings auch Country- und Blueselemente zu finden.

## Diskografie

### Studioalben
| Jahr | Titel Musiklabel                          | Höchstplatzierung, Gesamtwochen, AuszeichnungChartplatzierungen (Jahr, Titel, Musiklabel, Platzierungen, Wochen, Auszeichnungen, Anmerkungen) | Höchstplatzierung, Gesamtwochen, AuszeichnungChartplatzierungen (Jahr, Titel, Musiklabel, Platzierungen, Wochen, Auszeichnungen, Anmerkungen) | Höchstplatzierung, Gesamtwochen, AuszeichnungChartplatzierungen (Jahr, Titel, Musiklabel, Platzierungen, Wochen, Auszeichnungen, Anmerkungen) | Höchstplatzierung, Gesamtwochen, AuszeichnungChartplatzierungen (Jahr, Titel, Musiklabel, Platzierungen, Wochen, Auszeichnungen, Anmerkungen) | Höchstplatzierung, Gesamtwochen, AuszeichnungChartplatzierungen (Jahr, Titel, Musiklabel, Platzierungen, Wochen, Auszeichnungen, Anmerkungen) | Anmerkungen                              |
| Jahr | Titel Musiklabel                          | DE | AT | CH | UK | US | Anmerkungen                              |
| ---- | ----------------------------------------- | --- | --- | --- | --- | --- | ---------------------------------------- |
| 1999 | Sonic Brew Spitfire Records               | — | — | — | — | — | Erstveröffentlichung: 4. Mai 1999        |
| 2000 | Stronger Than Death Spitfire Records      | — | — | — | — | — | Erstveröffentlichung: 18. April 2000     |
| 2002 | 1919 Eternal Spitfire Records             | — | — | — | — | — | Erstveröffentlichung: 5. März 2002       |
| 2003 | The Blessed Hellride Spitfire Records     | — | — | — | — | — | Erstveröffentlichung: 22. April 2003     |
| 2004 | Hangover Music, Vol. VI Spitfire Records  | — | — | — | UK90 (1 Wo.)UK | US40 (5 Wo.)US | Erstveröffentlichung: 20. April 2004     |
| 2005 | Mafia Artemis Records                     | — | — | — | UK97 (1 Wo.)UK | US15 (8 Wo.)US | Erstveröffentlichung: 8. März 2005       |
| 2006 | Shot to Hell Roadrunner Records           | DE95 (1 Wo.)DE | — | — | UK69 (1 Wo.)UK | US21 (4 Wo.)US | Erstveröffentlichung: 12. September 2006 |
| 2010 | Order of the Black eOne Music             | DE31 (1 Wo.)DE | AT67 (1 Wo.)AT | CH45 (1 Wo.)CH | UK84 (1 Wo.)UK | US4 (6 Wo.)US | Erstveröffentlichung: 10. August 2010    |
| 2014 | Catacombs of the Black Vatican eOne Music | DE29 (1 Wo.)DE | AT45 (1 Wo.)AT | CH35 (1 Wo.)CH | UK30 (1 Wo.)UK | US5 (7 Wo.)US | Erstveröffentlichung: 8. April 2014      |
| 2018 | Grimmest Hits eOne Music                  | DE21 (2 Wo.)DE | AT26 (2 Wo.)AT | CH25 (2 Wo.)CH | UK78 (1 Wo.)UK | US29 (1 Wo.)US | Erstveröffentlichung: 19. Januar 2018    |
| 2021 | Doom Crew Inc. eOne Music                 | DE38 (1 Wo.)DE | AT57 (1 Wo.)AT | CH23 (1 Wo.)CH | — | US142 (1 Wo.)US | Erstveröffentlichung: 26. November 2021  |

### Livealben, EPs, Kompilationen und Videoalben
| Jahr | Titel Musiklabel                          | Höchstplatzierung, Gesamtwochen, AuszeichnungChartplatzierungen (Jahr, Titel, Musiklabel, Platzierungen, Wochen, Auszeichnungen, Anmerkungen) | Höchstplatzierung, Gesamtwochen, AuszeichnungChartplatzierungen (Jahr, Titel, Musiklabel, Platzierungen, Wochen, Auszeichnungen, Anmerkungen) | Höchstplatzierung, Gesamtwochen, AuszeichnungChartplatzierungen (Jahr, Titel, Musiklabel, Platzierungen, Wochen, Auszeichnungen, Anmerkungen) | Höchstplatzierung, Gesamtwochen, AuszeichnungChartplatzierungen (Jahr, Titel, Musiklabel, Platzierungen, Wochen, Auszeichnungen, Anmerkungen) | Höchstplatzierung, Gesamtwochen, AuszeichnungChartplatzierungen (Jahr, Titel, Musiklabel, Platzierungen, Wochen, Auszeichnungen, Anmerkungen) | Anmerkungen                                         |
| Jahr | Titel Musiklabel                          | DE | AT | CH | UK | US | Anmerkungen                                         |
| ---- | ----------------------------------------- | --- | --- | --- | --- | --- | --------------------------------------------------- |
| 2009 | Skullage Armoura                          | — | — | — | — | US111 (2 Wo.)US | Erstveröffentlichung: 21. April 2009 Kompilation    |
| 2010 | The Black Label Berzerkus 2010 eOne Music | — | — | — | — | US149 (1 Wo.)US | Erstveröffentlichung: 9. November 2010 Kompilation  |
| 2011 | The Song Remains Not the Same eOne Music  | — | — | — | — | US41 (2 Wo.)US | Erstveröffentlichung: 10. Mai 2011 Kompilation      |
| 2013 | Unblackened Eagle Vision                  | DE90 (1 Wo.)DE | — | — | — | US72 (2 Wo.)US | Erstveröffentlichung: 24. September 2013 Live-Album |

Sonstige
- No More Tears (1999) – EP – via Spitfire Records
- Alcohol Fueled Brewtality (2001) – Live-Album – via Spitfire Records
- Boozed, Broozed, and Broken-Boned (2003) – DVD – via Eagle Vision
- Kings of Damnation 98-04 (2005) – Kompilation – via Spitfire Records
- The European Invasion – Doom Troopin (2006) – Doppel-Live-DVD – via Eagle Vision

### Singles
- Bored to Tears (1999)
- Born to Lose (1999)
- No More Tears (1999)
- Counterfeit God (2000)
- All for You (2000)
- Like a Bird (2001)
- Bleed for Me (2002)
- Bridge to Cross / Demise of Sanity (2002)
- Stillborn (2003)
- The Blessed Hellride (2003)
- House of Doom (2004)
- Suicide Messiah (2005)
- Fire It Up (2005)
- In This River (2005)
- Concrete Jungle (2006)
- Blood Is Thicker Than Water (2007)
- Parade of the Dead (2010)
- Crazy Horse (2010)
- My Dying Time (2014)

### Videoalben
- Boozed, Broozed, and Broken Boned (Live-DVD) (2003)
- The European Invasion – Doom Troopin' Live (2006)
- Skullage (2009)
- Unblackened (2013)